# Emilia Pérez
Emilia Pérez är en fransk musikalfilm från 2024, regisserad av Jacques Audiard.
Filmen hade världspremiär under filmfestivalen i Cannes 2024, där den deltog i tävlingen om Guldpalmen. Den vann inte, men filmen belönades med pris för dess skådespeleri. Den fick även jurypriset. Vid Oscarsgalan 2025 vann Zoë Saldaña en Oscar för bästa kvinnliga biroll.
Emilia Pérez hade biopremiär i Sverige den 10 januari 2025, utgiven av SF Studios.

## Handling
Filmen handlar om en mexikansk kartelledare som genomgår könsbekräftande vård, dels för att gömma sig från sina rivaler, men även för att bli den kvinna hon alltid drömt om att bli.

## Rollista (i urval)
- Karla Sofía Gascón – Emilia Pérez/Juan "Manitas" Del Monte
- Selena Gomez – Jessi Del Monte, Emilias före detta hustru
- Zoë Saldaña – Rita Mora Castro, Emilias advokat
- Édgar Ramírez – Gustavo Brun, Jessis älskare
- Adriana Paz – Epifanía Flores
- Mark Ivanir – Dr. Wasserman

## Nomineringar
Filmen har blivit nominerad till 13 Oscars:
- Bästa film
- Bästa internationella långfilm
- Bästa regi
- Bästa kvinnliga huvudroll
- Bästa kvinnliga biroll
- Bästa manus efter förlaga
- Bästa smink
- Bästa filmmusik
- Bästa sång för "El Mal"
- Bästa sång för "Mi Camino"
- Bästa ljud
- Bästa foto
- Bästa klippning